# Tour de Suisse 1947
Die 11. Tour de Suisse fand vom 16. bis 23. August 1947 statt. Sie führte über sieben Etappen und eine Gesamtdistanz von 1612,5 Kilometern. Erstmals führte eine der Etappen nach Liechtenstein.
Gesamtsieger wurde der Italiener Gino Bartali, der die Tour de Suisse auch schon im Jahr zuvor gewonnen hatte. Die Rundfahrt startete in Zürich mit 61 Fahrern, von denen 41 Fahrer ins Ziel – wiederum in Zürich – kamen.

## Etappen
| Etappe      | Tag        | Start – Ziel        | km    | Etappensieger     | Gesamtwertung |
| ----------- | ---------- | ------------------- | ----- | ----------------- | ------------- |
| 1. Etappe A | 16. August | Zürich – Siebnen    | 88,5  | Hugo Koblet       |               |
| 1. Etappe B | 16. August | Siebnen – Vaduz     | 73,1  | Walter Diggelmann |               |
| 1. Etappe C | 16. August | Vaduz – Davos       | 83    | Gino Bartali      | Gino Bartali  |
| 2. Etappe   | 17. August | Davos – Bellinzona  | 178   | Gino Bartali      | Gino Bartali  |
| 3. Etappe   | 18. August | Bellinzona – Sitten | 213   | Ferdy Kübler      | Gino Bartali  |
| 4. Etappe   | 19. August | Sitten – Biel       | 233,4 | Giulio Bresci     | Gino Bartali  |
| 5. Etappe A | 20. August | Biel – Lausanne     | 158,2 | Robert Lang       | Gino Bartali  |
| 5. Etappe B | 21. August | Lausanne – Genf     | 60,6  | Fausto Coppi      | Gino Bartali  |
| 6. Etappe   | 22. August | Genf – Basel        | 271,6 | Désiré Keteleer   | Gino Bartali  |
| 7. Etappe   | 23. August | Basel – Zürich      | 253,1 | Désiré Keteleer   | Gino Bartali  |